# Chau, Beyond the Lines
Chau, Beyond the Lines (Originaltitel: War Within the Walls) ist ein US-amerikanischer Dokumentar-Kurzfilm aus dem Jahr 2015 von Courtney Marsh. Der Film behandelt die Spätfolgen des Einsatzes von Agent Orange im Vietnamkrieg am Beispiel eines Teenagers. Neben der Ehrung mit mehreren Filmpreisen erfolgte auch eine Nominierung als Bester Dokumentar-Kurzfilm der Oscarverleihung 2016.

## Produktion
Die Produktion und Dreharbeiten des Filmes liefen über den Zeitraum von etwa acht Jahren, um die Entwicklung des Protagonisten darstellen zu können. Ursprünglich plante Courtney Marsh, zusammen mit ihren damaligen Klassenkameraden, eine Dokumentation der Straßenkinder in Ho-Chi-Minh-Stadt – allerdings wurde der Gruppe dann das Pflegeheim für Opfer der Agent-Orange-Spätfolgen vorgestellt, in der Marsh umgehend ehrenamtlich auszuhelfen begann. Nachdem die Bewohner den Filmarbeiten zugestimmt hatte, entwickelte sich ihre Idee für War Within the Walls.

„I focused on Chau's story because of the relentless pursuit for his dream to be an artist. He taught me to hope in a world where, most often than not, there is a lack of such. If we could all look at the larger picture, focus on what we have rather than what we don't have, perhaps our seemingly impossible dreams would be actually within our reach.“

„Ich fokussierte mich auf Chaus Geschichte auf Grund dessen unnachgiebiger Verfolgung des Traums ein Künstler zu werden. Er lehrte mich Hoffnung in einer Welt, in der eher oft als selten ein Mangel genau daran besteht. Wenn wir alle auf die größeren Zusammenhänge blicken würden, uns auf das konzentrierten, was wir haben, als auf das, was wir nicht haben, dann wären vielleicht all unsere unmöglich erscheinenden Träume tatsächlich in Reichweite.“

## Handlung
Le Minh Chau wurde 1991 in Đồng Nai geboren und leidet an Fehlbildungen, die durch das in Agent Orange enthaltene Dioxin verursacht wurde, das seine Mutter unwissentlich beim Trinken aus einem kontaminierten Fluss zu sich nahm. Chau wird ab seinem 17. Lebensjahr gezeigt. Da seine Familie nicht für ihn sorgen kann, lebt er in einem Pflegeheim für Dioxin-Opfer.
Chau entdeckte bereits früh in seinem Leben eine Leidenschaft für das Zeichnen, allerdings wurde ihm durch seine Kontaktpersonen nahegelegt von seinem Traum als Künstler und Modedesigner zu arbeiten abzusehen, da er körperlich nicht dazu fähig wäre – Chaus Arme sind missgebildet.
Chau erlangt jedoch Selbstständigkeit und lebt am Ende des Produktionszeitraums in einer eigenen Wohnung als freischaffender Künstler. Den Pinsel für seine Ölmalerei hält er mit seinem Mund.

## Auszeichnungen
Gewonnen
- 2016: „Grand Jury Award“ des Irvine International Film Festivals
- 2015: „Jury Award“ des Austin Film Festivals
- 2015: „Jury Award“ des Ft. Lauderdale International Film Festivals
- 2015: „Jury Prize“ des Irvine International Film Festivals
- 2015: „Special Jury Award“ des USA Film Festivals

Nominierungen
- 2016: Bester Dokumentar-Kurzfilm der Oscarverleihung 2016
- 2015: „Grand Jury Award“ des Florida Film Festivals